# Bruno Stanisław Gruszka
Bruno Stanisław Gruszka (ur. 6 października 1881 w Skołoszowie, zm. 4 marca 1941 w Przemyślu) – polityk polski, poseł na Sejm.

## Okres młodości
Syn Michała i Ewy z Bartoszewskich. Ojciec jego był budowniczym, posiadał 18-morgowe gospodarstwo rolne.
Bruno ukończył z odznaczeniem gimnazjum w Jarosławiu w 1900, a następnie (jako eksternista) Seminarium Nauczycielskie w Tarnowie w 1906. Mimo że Macierz Szkolna dla Księstwa Cieszyńskiego w Cieszynie mianowała go w 1907 nauczycielem prywatnej szkoły ludowej w Boguminie, studiował w latach 1905–1910 prawo na uniwersytecie we Lwowie i w Krakowie. W czasie tych studiów działał w niepodległościowym ruchu młodzieżowym, a następnie w Polskim Stronnictwie Ludowym.
Po złożeniu egzaminów prawniczych wstąpił do adwokatury, dając się poznać jako zdolny prawnik i dobry mówca.

## Działalność polityczna
Po rozpadzie Austro-Węgier w 1918, poświęciwszy się całkowicie pracy politycznej i społecznej, brał udział w organizowaniu Polskiego Stronnictwa Ludowego „Piast”. Był członkiem Rady Naczelnej, Zarządu Okręgowego w Krakowie i Zarządu Powiatowego w Jarosławiu. W 1922, wybrany posłem na Sejm Ustawodawczy z ramienia PSL „Piast”, został przewodniczącym komisji skarbowo-budżetowej, opracowywał regulamin sejmowy i ustawę skarbowo-budżetową. Sejm wybrał go też na członka dyrekcji PKO w Warszawie. W klubie poselskim PSL „Piast” był członkiem zarządu i komisji parlamentarnej tego klubu. Od 1918 był członkiem Rady Naczelnej PSL, a po zjednoczeniu w 1931 trzech stronnictw ludowych (PSL „Piast”, PSL „Wyzwolenie” i Stronnictwo Chłopskie) w jedno Stronnictwo Ludowe. Był we wszystkich kadencjach do września 1939 członkiem Rady Naczelnej oraz członkiem Naczelnego Komitetu Wykonawczego Stronnictwa Ludowego.
W 1930 w czasie kampanii wyborczej „Centrolewu”, kiedy Wincenty Witos był więziony w Brześciu, kierował pracą Stronnictwa w Małopolsce i na Śląsku. Aresztowany, został osadzony w okresie przedwyborczym w więzieniu w Przemyślu. Gdy wyrok w procesie brzeskim, skazujący Wincentego Witosa na półtora roku więzienia, uprawomocnił się w 1933, najbliższe jego otoczenie przekonało go, by wyjechał za granicę. Kierownictwo Stronnictwa w Małopolsce i na Śląsku powierzono Gruszce. Jako urzędujący prezes Stronnictwa na Małopolskę i Śląsk oddał wszystkie swe siły i własne środki materialne sprawom Stronnictwa. Wypracował wówczas nowe formy organizacji Stronnictwa, które następnie zostały wprowadzone w życie w całej Polsce. Zorganizował pomoc dla rodzin poległych w czasie strajku chłopskiego (lipiec 1936) w Krzeczowicach. Był współorganizatorem manifestacji chłopskiej w Nowosielcach 29 czerwca 1936. Z okazji poświęcenia w tejże wsi kopca ku czci Michała Pyrza, wójta nowosieleckiego, który w 1624 odznaczył się jako obrońca rodzinnej wsi przed najazdem tatarskim, zgromadziło się około 200 tys. chłopów na błoniach w sąsiedniej Grzęsce. W uchwalonych jednomyślnie rezolucjach poddano krytyce dotychczasową wewnętrzną i zagraniczną politykę rządu, m.in. stosunek do hitlerowskich Niemiec, domagano się zmiany konstytucji na podstawach parlamentarno-demokratycznych, zmiany ordynacji wyborczej, nowych wyborów do ciał ustawodawczych, zlikwidowania nadużyć w administracji i sadownictwie, powrotu emigracji politycznej. Rezolucje te wręczono w Nowosielcach przybyłemu marszałkowi Edwardowi Rydzowi-Śmigłemu. Kiedy postulaty nowosieleckie pozostały bez echa, władze Stronnictwa przystąpiły do zorganizowania w 1937 strajku chłopskiego. W związku z tym strajkiem Bruno Gruszka został aresztowany we wrześniu 1937 i osadzony w więzieniu w Brygidkach we Lwowie, a następnie w Przemyślu. Decyzją Przemyskiego Sądu Okręgowego w Przemyślu z 29 marca 1938 został zwolniony 5 kwietnia 1938 po 7 miesiącach. Mimo złego stanu zdrowia, pełnił nadal obowiązki prezesa okręgowego i przewodniczącego Rady Naczelnej.

## Działalność społeczna
Oprócz pracy politycznej zajmował się również sprawami gospodarczymi, których celem była pomoc dla wsi nękanej kryzysem ekonomicznym. Założył Bank Rolników i Rzemieślników w Radymnie i w Przemyślu, Bank Włościański w Jarosławiu, prowadził Towarzystwo Powroźnicze w Radymnie, które zatrudniało kilkadziesiąt rodzin. Był prezesem IV Okręgu Przemyskiego Towarzystwa Gimnastycznego „Sokół” w latach 1936–1939 oraz członkiem Dzielnicy Małopolskiej Towarzystwa Gimnastycznego „Sokół”. Przed wybuchem wojny został wybrany prezesem Małopolskiego Towarzystwa Rolniczego we Lwowie. Był długoletnim radnym miejskim w Radymnie.

## Wojna
Wojna 1939 zastała go w Radymnie. Wkrótce jednak przedostał się na stronę radziecką i przebywał w Duńkowicach, we Lwowie i Przemyślu. Zmarł w więzieniu w Przemyślu 4 marca 1941, został pochowany na cmentarzu parafialnym w Radymnie.